# Karoo-Supergruppe

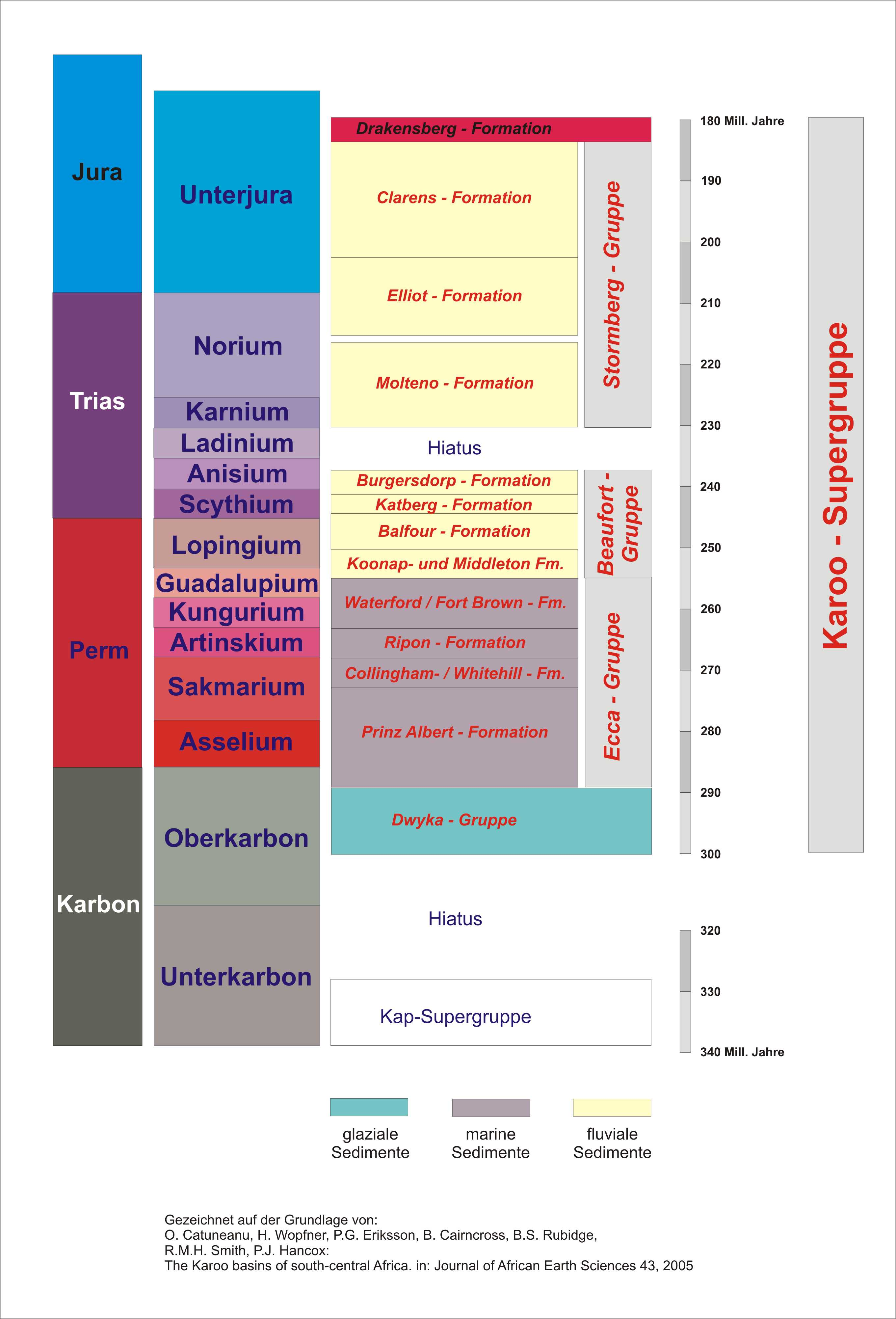
Stratigraphische Gliederung des Karoo-Hauptbeckens

Die Karoo-Supergruppe ist eine lithostratigraphische Struktureinheit in Afrika. Sie setzt sich aus mehreren Sedimentbecken zusammen, die hauptsächlich südlich des Äquators auftreten.

## Begriffsbestimmung
Der geologische Fachbegriff „Karoo“ war anfangs auf die Sedimentstrukturen des Karoo-Beckens in Südafrika begrenzt. Damit beschrieb man kontinentale Sedimente, die sich über die Karoolandschaft hinaus erstrecken. Mit fortschreitenden Erkenntnissen übertrug man den Begriff hauptsächlich auf alle kontinentalen Sedimente, die aus den extensionellen Beckenstrukturen Gondwanas hervorgingen. Gleichgelagerte Sedimentbecken aus der Zeit vom Oberkarbon bis Jura wurden auch in Indien, der Antarktis und Australien aufgefunden.

## Geologie

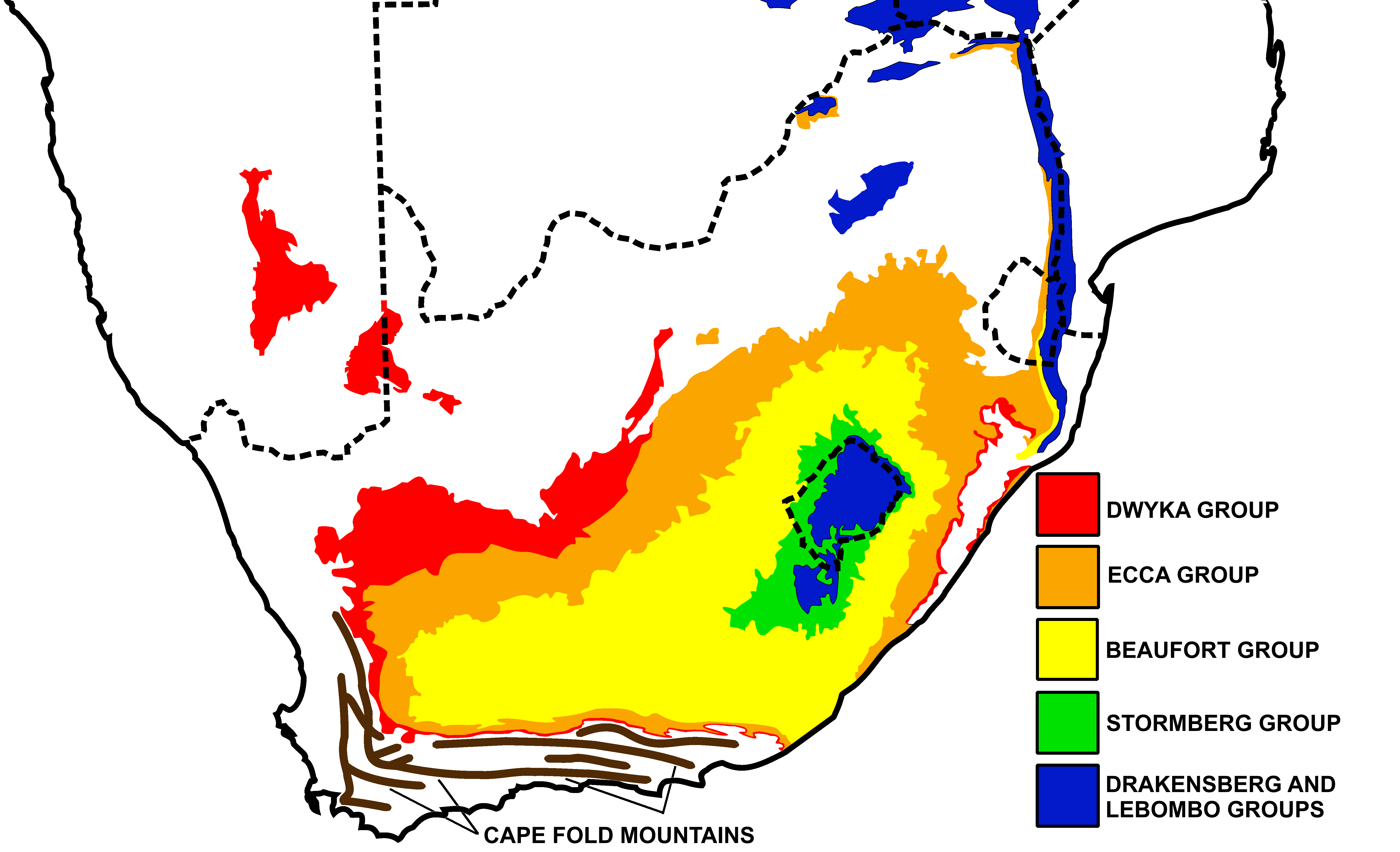
Geologische Karte der Einheiten der Karoo-Supergruppe im südlichen Afrika

Die Karoo-Supergruppe umfasst eine über 100 Millionen Jahre entstandene Sedimentabfolge. Die Mächtigkeit der Ablagerungen übersteigt in einzelnen Fällen 10.000 Meter. In vielen afrikanischen Ländern hat die Karoo-Supergruppe landschaftsprägende Einflüsse ausgeübt.
Die ersten Sedimentbildungen innerhalb dieser Supergruppe begannen im Karbon, also vor etwa 300 Millionen Jahren, mit den glazialen Ablagerungen der Dwyka-Gruppe (Dwyka Group). Ihr folgten marine Sedimente im Zeitabschnitt der Ecca-Gruppe (Ecca Group). Später lagerten sich darüber fluviale Sedimente der Beaufort-Gruppe (Beaufort Group) und Stormberg-Gruppe (Stormberg Group) ab. Im jüngsten Abschnitt (Drakensberg-Formation) der Karoo-Zeit penetrierten und überdeckten Lavaergüsse die bereits vorhandenen Sedimente. Das bedeutendste Zeugnis dieser plutonischen Aktivität sind die Drakensberge in Lesotho und Südafrika. Damit schließt die Karoo-Supergruppe im Jura ab.
Zu den typischen Gesteinen gehören Sandsteine, Siltsteine, Schiefertone und Tillite. Tektonische Aktivitäten haben in manchen Beckenstrukturen magmatische Intrusionen erzeugt, die in der Karoo-Supergruppe zu den jüngsten Bildungen zählen. Am bekanntesten sind die Karoo-Dolerite im südlichen Afrika. In den Lebombobergen, dem gemeinsamen Grenzgebiet von Südafrika und Mosambik, treten hingegen Basalte, Rhyolithe, Tuffe und Ignimbrite auf.

## Großstrukturen
Wichtige einzelne Beckenstrukturen sind:
- Aranos-Becken (Namibia, Botswana)
- Barotse-Becken (Sambia)
- Cabora-Bassa-Becken (Simbabwe, Mosambik)
- Diego-Becken (Madagaskar)
- Duruma-Becken (Kenia)
- Elisras-Becken (Südafrika, Botswana)
- Huab-Becken (Namibia)
- Kalahari-Becken (Botswana, Namibia)
- Karasburg-Becken (Namibia)
- Karoo-Hauptbecken (Südafrika, Lesotho)
- Kongo-Becken (Demokratische Republik Kongo)
- Lebombo-Becken (Südafrika, Eswatini, Mosambik)
- Luangwa-Becken (Sambia)
- Lukusashi-Becken (Sambia)
- Majunga-Becken (Madagaskar)
- Mana-Pools-Becken (Simbabwe)
- Metangula-Becken (Tansania, Mosambik)
- Mid-Sambesi-Becken (Simbabwe, Botswana)
- Morondava-Becken (Madagaskar)
- Nuanetsi-Becken (Mosambik)
- Owambo-Becken (Namibia)
- Ruhuhu-Becken (Tansania, Malawi)
- Save-Becken (Simbabwe)
- Selous-Becken (Tansania)
- Springbok-Flats-Becken (Südafrika)
- Tanga-Becken (Tansania)
- Tshipise-Becken (Südafrika, Simbabwe)
- Tuli-Becken (Simbabwe)
- Waterberg-Becken (Namibia)

- unbenanntes Becken (Angola)